# Вержа
Вержа́ — річка в Смоленській області Росії в Сафоновському і Холм-Жирковському районах. Права притока Дніпра.
Довжина річки — 37 км, за іншими даними 41 км, площа водозбірного басейну — 341 км. Витік на південний захід від седа Іванкове Холм-Жирківського району на Сафонівській височині. Напрямок течії: південь, південний схід. Перетинає автомагістраль М1 «Беларусь» біля села Храмцове. Гирло на південь від села Мяхнове Сафонівського району. Праві притоки: Білавка, Холмянка, Велика Вержа, Рів. Ліві притоки: Мала Вержа, Лімна.